# Alya
Pour les articles ayant des titres homophones, voir Aaliyah et Aliyah (homonymie).
Cet article concerne l'immigration des Juifs en Terre sainte. Pour l'étoile, voir Theta1 Serpentis.
Cet article concerne l'immigration des Juifs en Terre sainte. Pour le film, voir Alyah.
Ne doit pas être confondu avec Haliya.

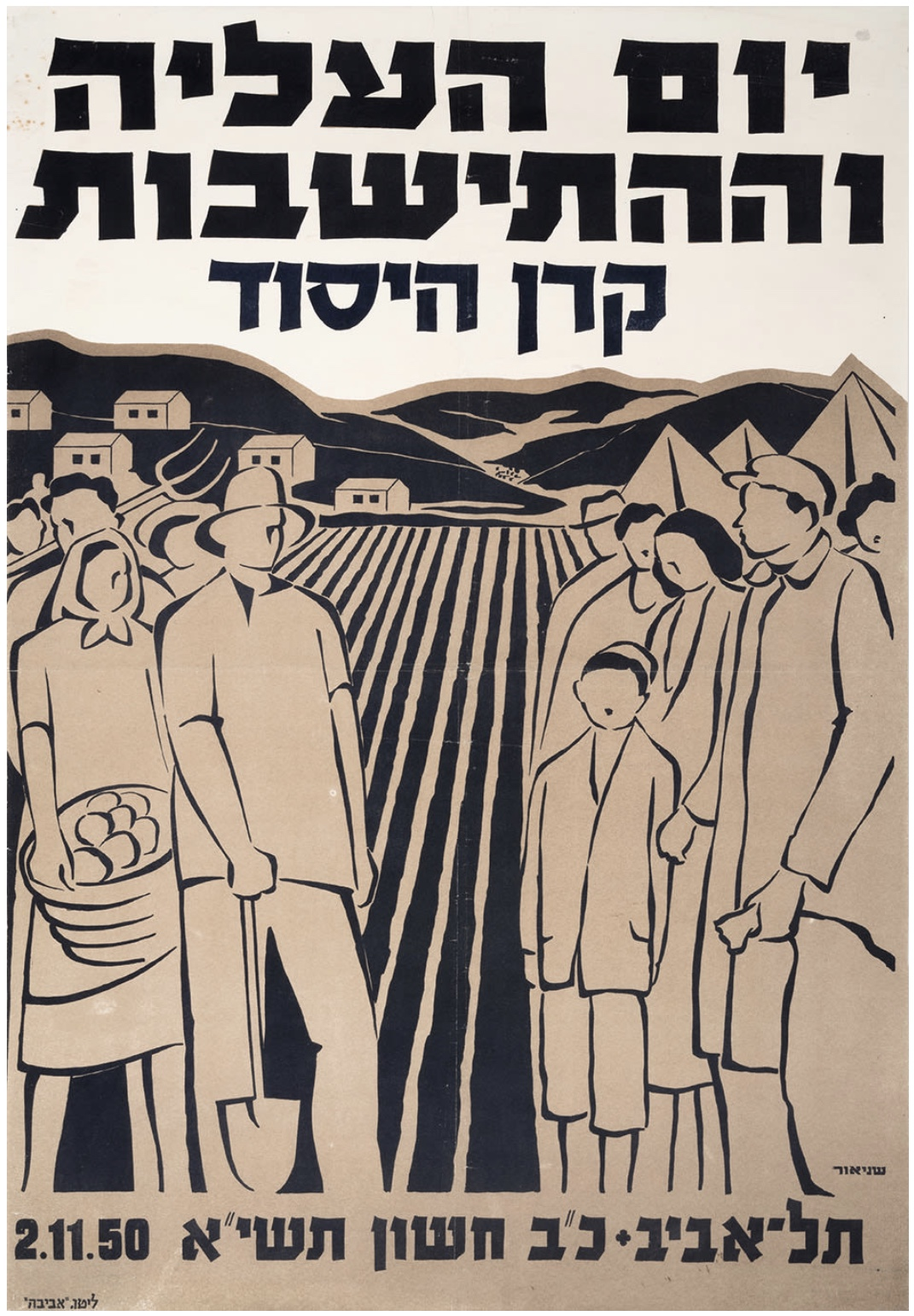
Affiche célébrant Yom HaAliyah (Journée de l'aliya) pour honorer les nouveaux immigrants juifs s'installant en Israël, 1950.

L’alya, alyah ou aliyah — en hébreu : עֲלִיָּה ou עלייה, pluriel alyoth, signifiant littéralement « ascension » ou « élévation spirituelle » — désigne l'acte d'immigration en Terre d'Israël, puis en Israël par un Juif.
Les immigrants juifs sont appelés olim. Au contraire, le fait pour un Juif d'émigrer en dehors d'Israël est appelé yéridah (יְרִידָה, « descente ») et les émigrants juifs sont appelés yordim.

## Alya prémoderne
Au fil des siècles, il y a eu ponctuellement de petites alyoth, individuelles ou par petits groupes. Il s'agissait principalement d'une immigration religieuse, visant à vivre en terre d'Israël, près des lieux saints du judaïsme. En 1881, il y avait ainsi 25 000 juifs religieux, vivant essentiellement dans les quatre villes suivantes : Jérusalem, Safed, Tibériade et Hébron[réf. nécessaire]. L'historien Henry Laurens en s'appuyant sur les statistiques ottomanes analysées par le démographe McCarthy donne le chiffre très précis de 15 599 Juifs pour l'année 1883-84 pour l'ensemble de la Palestine, mais ajoute que ce nombre est vraisemblablement sous-estimé en raison du non-enregistrement des Juifs.

## Alya sioniste
En 1882, l'alya des Amants de Sion marque le début de l'alya sioniste, à visée politique.
À compter de 1881, on voit apparaître une nouvelle immigration : celle de Juifs à la fois laïcs et nationalistes (le terme « sioniste » apparaîtra vers 1880), dont le but est de créer à terme un État pour le peuple juif, sur les terres ancestrales du peuple juif, c'est-à-dire les anciens royaumes de Juda et d'Israël.
Les alyas laïcs ont plusieurs caractéristiques qui les distinguent des alyas religieuses :
- elles sont politiques : elles visent à créer ou à renforcer l'État juif (ce qui n'intéressait pas les haredim) ;
- elles sont constituées majoritairement de réfugiés chassés par des marques d'hostilité antijuives dans leurs pays d'origine (un élément de choix existe cependant : certains choisissent de rester envers et contre tout dans les pays d'origine, d'autres émigrent vers d'autres directions que les terres du futur État d'Israël). Les alyas religieuses étaient uniquement volontaires ;
- elles peuvent avoir des motifs économiques, après la création de l'État d'Israël en 1948, étant un pays plus prospère que le pays d'origine (du moins depuis les années 1960).

On peut diviser cette alya sioniste en deux grandes vagues : avant la création de l'État d'Israël (1948) et après.

### Avant la création de l'État d'Israël: 1881-1948
Il s'agit d'une alya qui doit se faire accepter des gouvernements ottomans (jusqu'en 1918), puis britanniques (jusqu'en 1948), ce qui n'ira pas sans mal. La réaction des populations locales juives et arabes est plurielle, les Arabes qui se sentent dépossédés, seront souvent hostiles (surtout après 1918). Cependant, les immigrants rachètent les terres, par exemple avec le Fonds national juif, ou s'installent sur des terres inhabitables (Marécages qui seront asséchés, rocailleuses, etc.). En effet, les Turcs ottomans n'auraient jamais permis une appropriation sans rachat, ni les Britanniques (déclaration de 1917).

#### La période ottomane

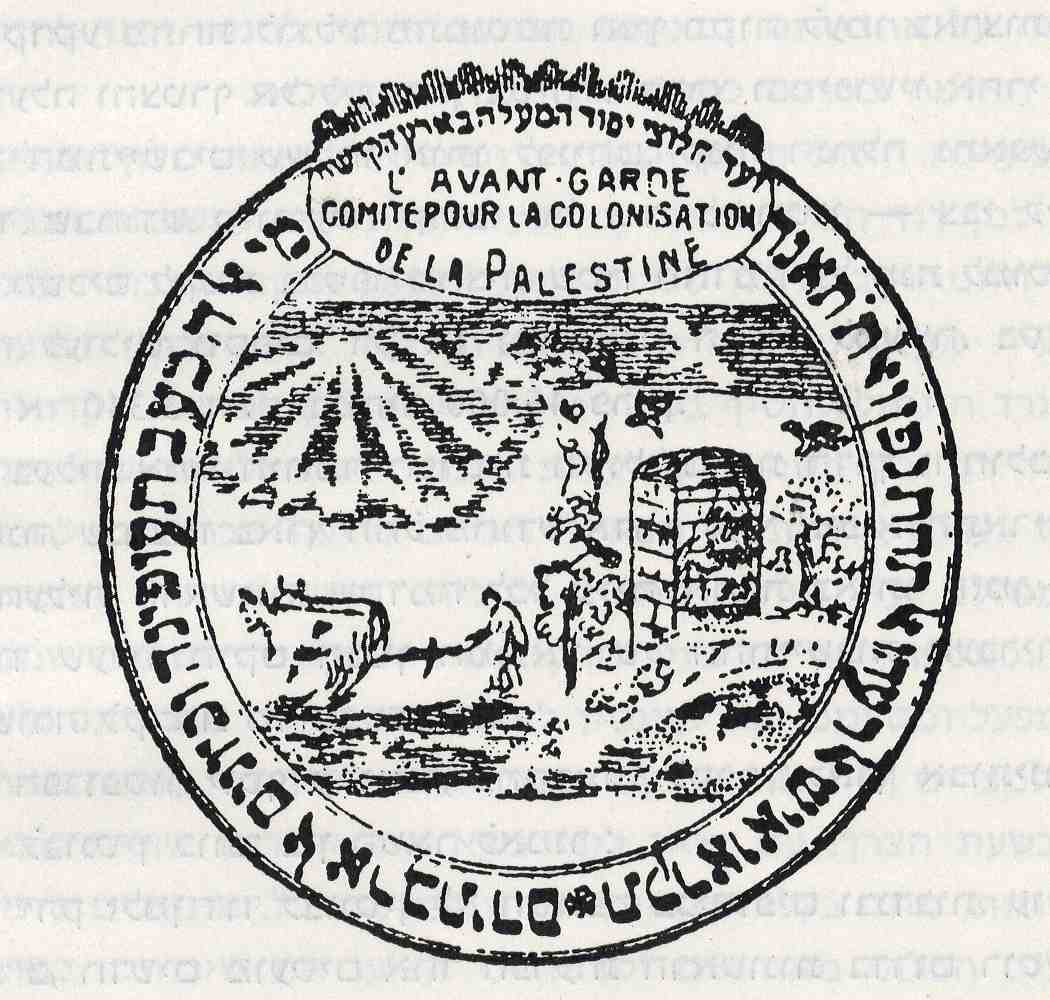
Tampon du comité Avant-garde pour la colonisation de la Palestine à Rishon-Le-Zion, entre 1882 et 1900

##### La première Alya (1881-1890)
Active après les pogroms russes de 1881, elle se fait en deux vagues principales : celle de  1881 à 1884 et celle des années 1890-1891. Elle compte environ 10 000 personnes, originaires de l'Empire russe, qui créent de petites colonies agricoles, surtout dans la bande côtière. Certaines deviendront des villes israéliennes au XXe siècle.
On doit aussi à un membre de cette première alya (Éliézer Ben-Yehoudah) la création de l'hébreu moderne.

##### La seconde alya (1903-1914)
Elle commence après les pogroms de Kichinev (Empire russe) de 1903 et dure jusqu'en 1914 (Première Guerre mondiale). De 30 000 à 40 000 immigrants, il s'agit surtout de sionistes socialistes et originaires de l'Empire russe de cette époque (Russie actuelle, Pologne de nos jours, territoires des actuelles Ukraine et Biélorussie). 
David Ben Gourion a fait partie de cette alya. Beaucoup des pères fondateurs d'Israël sont venus à cette époque. Tel-Aviv (fondée en 1909) et le premier kibboutz Degania Alef (également créé en 1909) datent de cette seconde Aliyah. Les partis sionistes de gauche (Poale Zion et Hachomer Hatzaïr), qui dirigeront avec le parti travailliste (Mapaï) l'État lors de sa création en 1948, sont également créés par ces immigrants. Le photographe et cinéaste Yaakov Ben-Dov, arrivé lors de cette seconde Aliyah, filme les images de cette époque.

#### La période britannique

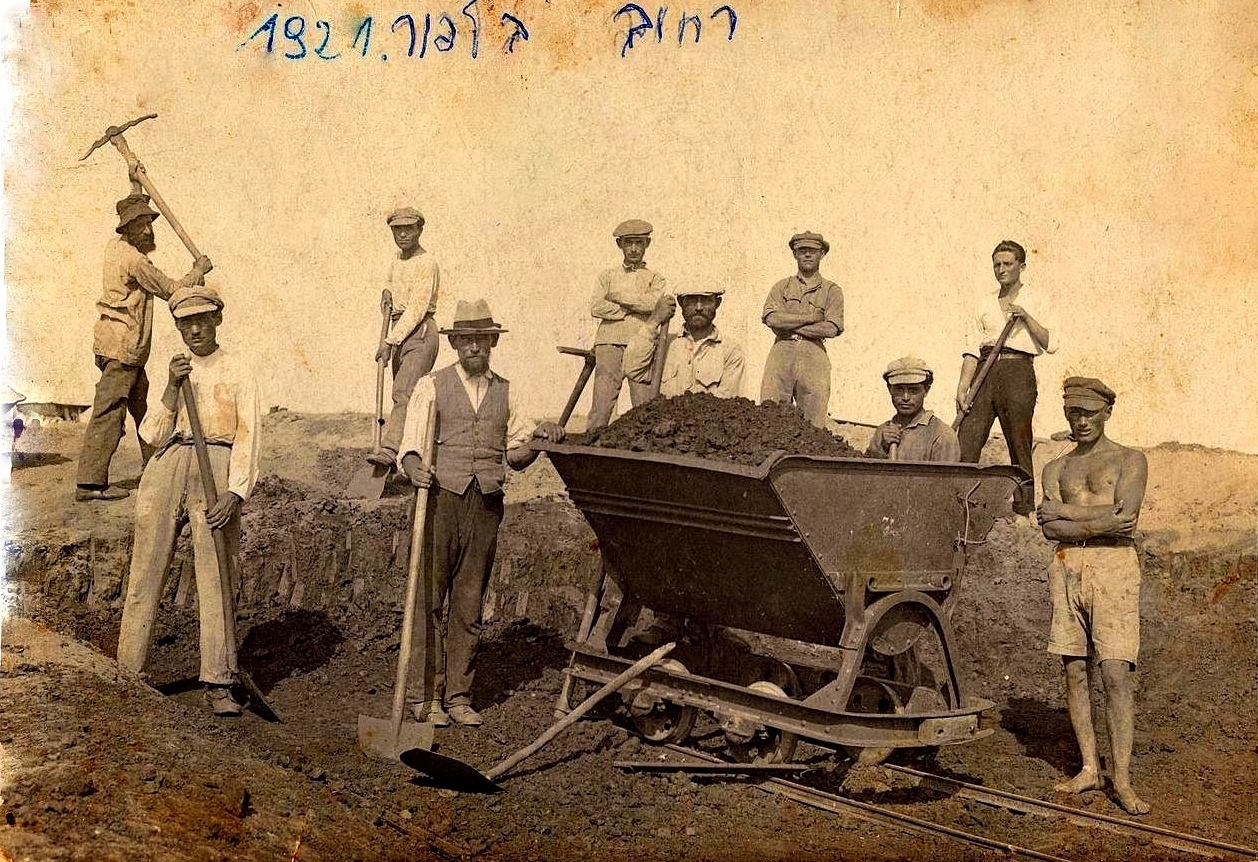
Groupe d'ouvriers ashkénazes préparant la construction de la rue Balfour à Tel Aviv, 1921

##### La troisième alya (1919-1923)
Elle fait suite à la déclaration Balfour du 2 novembre 1917 et à l'établissement par la Grande-Bretagne , qui fut validé par la Société des Nations, d'un « foyer national juif » en Palestine mandataire. Elle fait suite aussi aux troubles politiques en Europe orientale après la Première Guerre mondiale : Révolution bolchevique, guerre civile hongroise, etc. Il y aura environ 35 000 immigrants, surtout est-européens, de tendance travailliste et socialiste de gauche.

##### La quatrième alya (1924-1928)
Elle amène en Israël 80 000 immigrants assez différents. Ce sont majoritairement des Polonais membres des classes moyennes, chassés par les mesures économiques anti-juives du gouvernement de Varsovie. Même si beaucoup soutiendront la gauche, d'autres, plus conservateurs, iront vers les centristes que sont les  sionistes généraux, les révisionnistes de droite dirigés par Vladimir Jabotinsky, voire les sionistes religieux.
La quatrième Aliyah entraîne un développement urbain (ces immigrants sont peu intéressés par les communautés rurales des pionniers sionistes, de tendance socialiste), du commerce, de l'artisanat. Mais cette vague d'immigration entraîne aussi un déséquilibre entre les capacités économiques du pays et l'afflux de populations nouvelles. Ce déséquilibre amène un chômage important. La crise est sévère et dure de 1926 à 1929, entraînant un phénomène de départ de certains des nouveaux immigrants.

##### La cinquième alya (1929-1939)

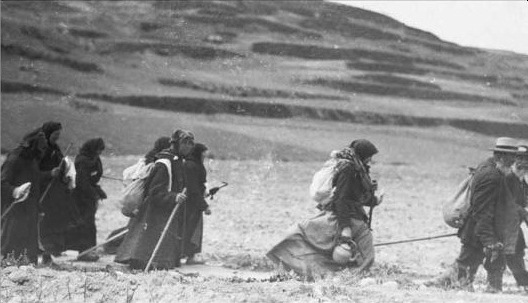
Immigrants juifs en 1930

Elle voit l'immigration de 180 000 Juifs. Ils viennent d'Europe centrale et orientale, où se structurent des régimes nationalistes autoritaires plus ou moins antisémites. Environ 50 000 proviennent d'Allemagne et d'Autriche, où les nazis viennent de prendre le pouvoir. Il y aura même un accord dit « de Haavara » (« transfert ») conclu entre l'Organisation sioniste mondiale et le Troisième Reich en 1933 et qui sera actif jusqu'en fin 1938. Cet accord visait à faciliter le transfert des fonds des immigrants mais aussi à permettre l'arrivée des jeunes juifs allemands en Palestine alors mandataire.

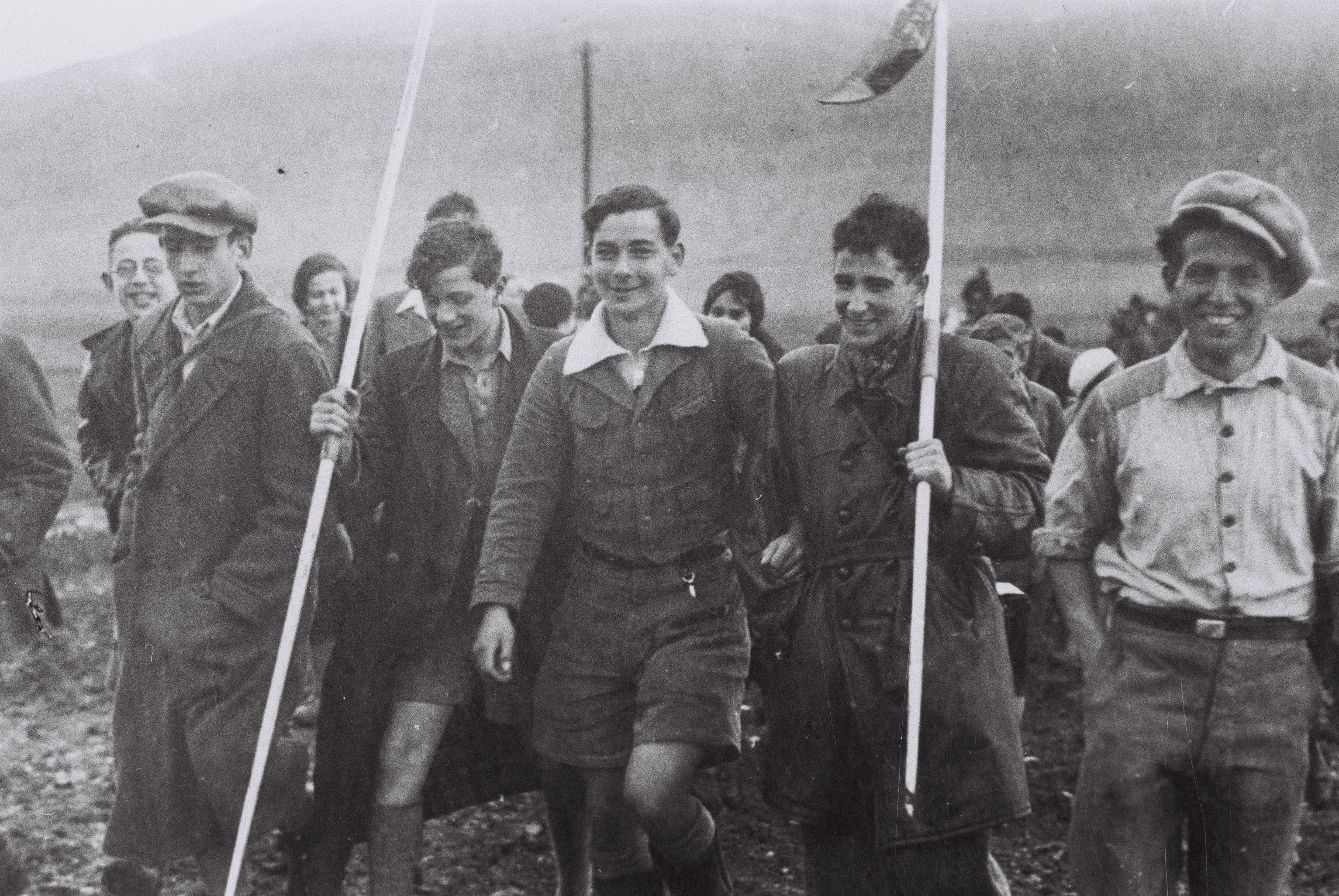
Première Aliyah de jeunes juifs allemands au kibboutz Eïn Harod, 1934

Fait nouveau, 15 000 des 180 000 immigrants de la période sont des clandestins, les Britanniques n'accordant pas assez de visas pour l'énorme augmentation des demandes d'émigration de la période. La sociologie et la composition politique de cette alya sont proches de celles de la quatrième alya.

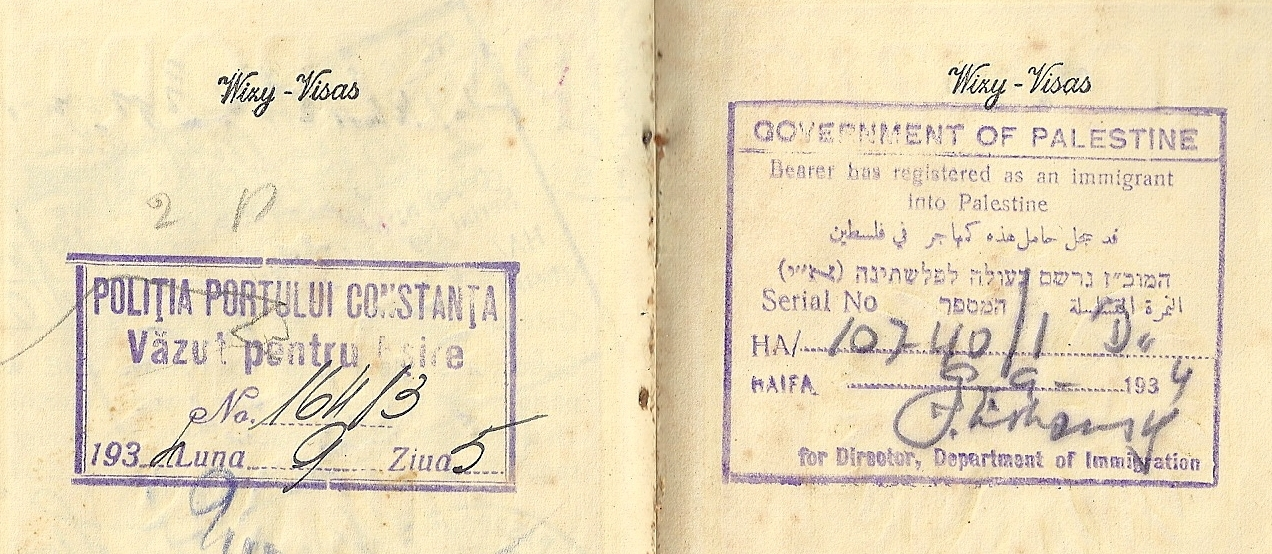
Tampons roumain et palestinien sur le passeport d'un couple de Polonais émigrant en Palestine mandataire pour rejoindre leurs enfants à Tel Aviv, 1934
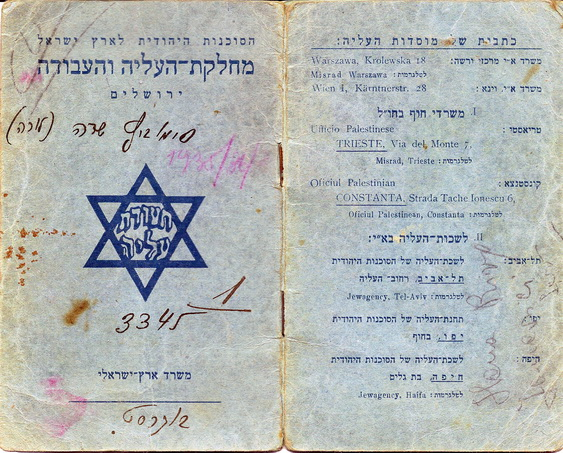
Certificat d'immigration en Palestine, avril 1936

##### L'alya de la Seconde Guerre mondiale (1939-1948)

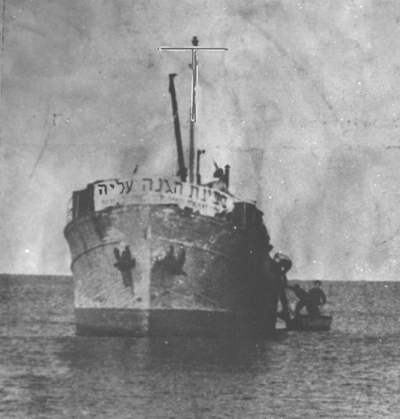
Le navire Aliyah lors de son troisième voyage, après avoir quitté Bandol (France) le 5 novembre 1947, avec à son bord environ 180 clandestins. Le 16 novembre, le navire réussit à atteindre le rivage de Nahariya sans être découvert et commence immédiatement à débarquer et à disperser les immigrants illégaux.

Elle regroupe environ 80 000 immigrants, surtout des clandestins (les Britanniques interdisant maintenant l'immigration), dont 20 000 pendant la guerre et 60 000 après. Il s'agit surtout (mais pas exclusivement) de réfugiés fuyant le nazisme et la Shoah (pendant la guerre) ou leurs conséquences (entre 1945 et 1948). Sur la période de la seconde guerre mondiale, l'émigration cesse pratiquement entre 1942 et 1944,  compte tenu du paroxysme de la guerre en Europe.
C'est en 1939 qu'apparaît le « Mossad l'Aliyah Beth », ou « Mossad Le Aliyah Beth », « Organisation pour l'émigration « B » » (Beth, en hébreu), chargé de l'émigration clandestine et qui dépend de la Haganah, donc de l'Agence juive. Après guerre, cette organisation arme ainsi l'Exodus 1947, événement marquant montrant l'opposition des Britanniques à l'arrivée des nouveaux immigrants. Le Camp du Grand Arenas, près de Marseille, devient ainsi un camp de transit vers la Palestine, tant des rescapés de la Shoah que des originaires d'Afrique du Nord, principalement du Maroc. 
De 1946 à 1948, les autorités britanniques mènent des attaques contre des navires transportant des juifs immigrant en Palestine et internent les passagers juifs dans des camps de réfugiés à Chypre. Un faux groupe dénommé « Défenseurs de la Palestine arabe » revendique des attaques contre les camps juifs .

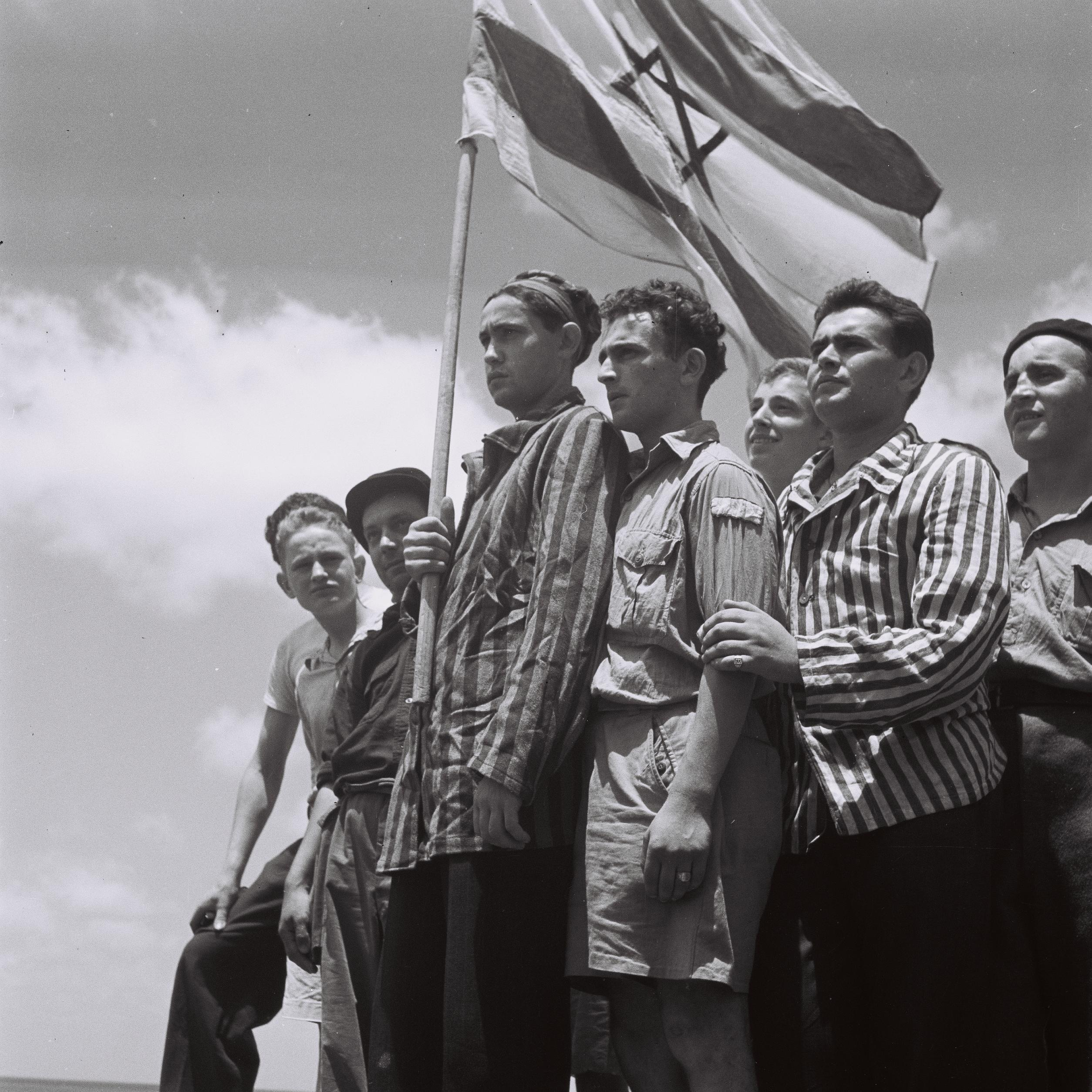
Des survivants de Buchenwald arrivent à Haïfa et sont arrêtés par les Britanniques, 15 juillet 1945
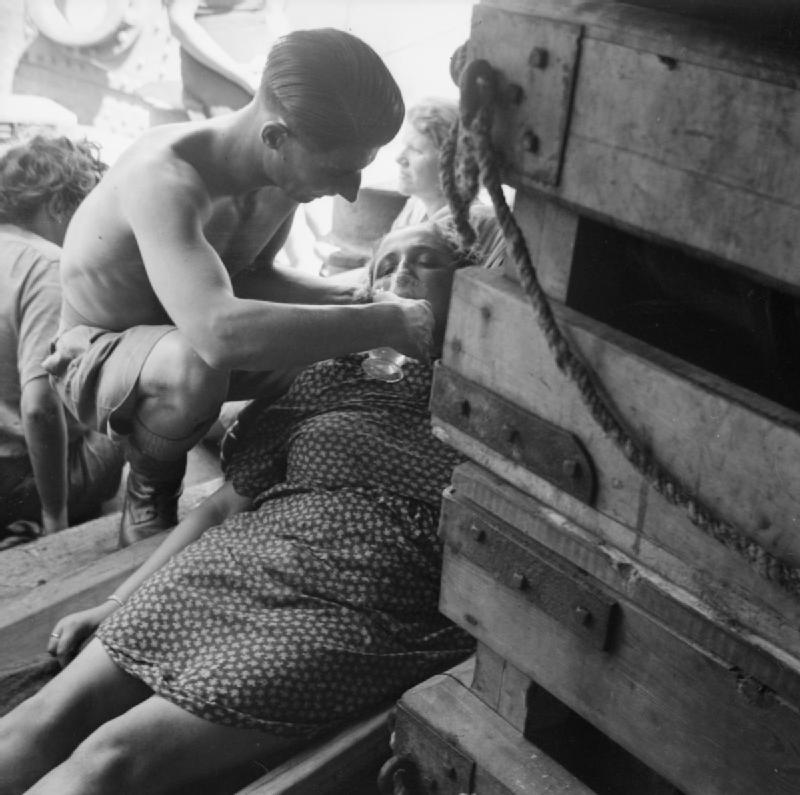
Réfugiée juive malade, accompagnée d'un médecin de l'armée britannique, alors qu'elle est déportée vers un camp d'internement à Chypre
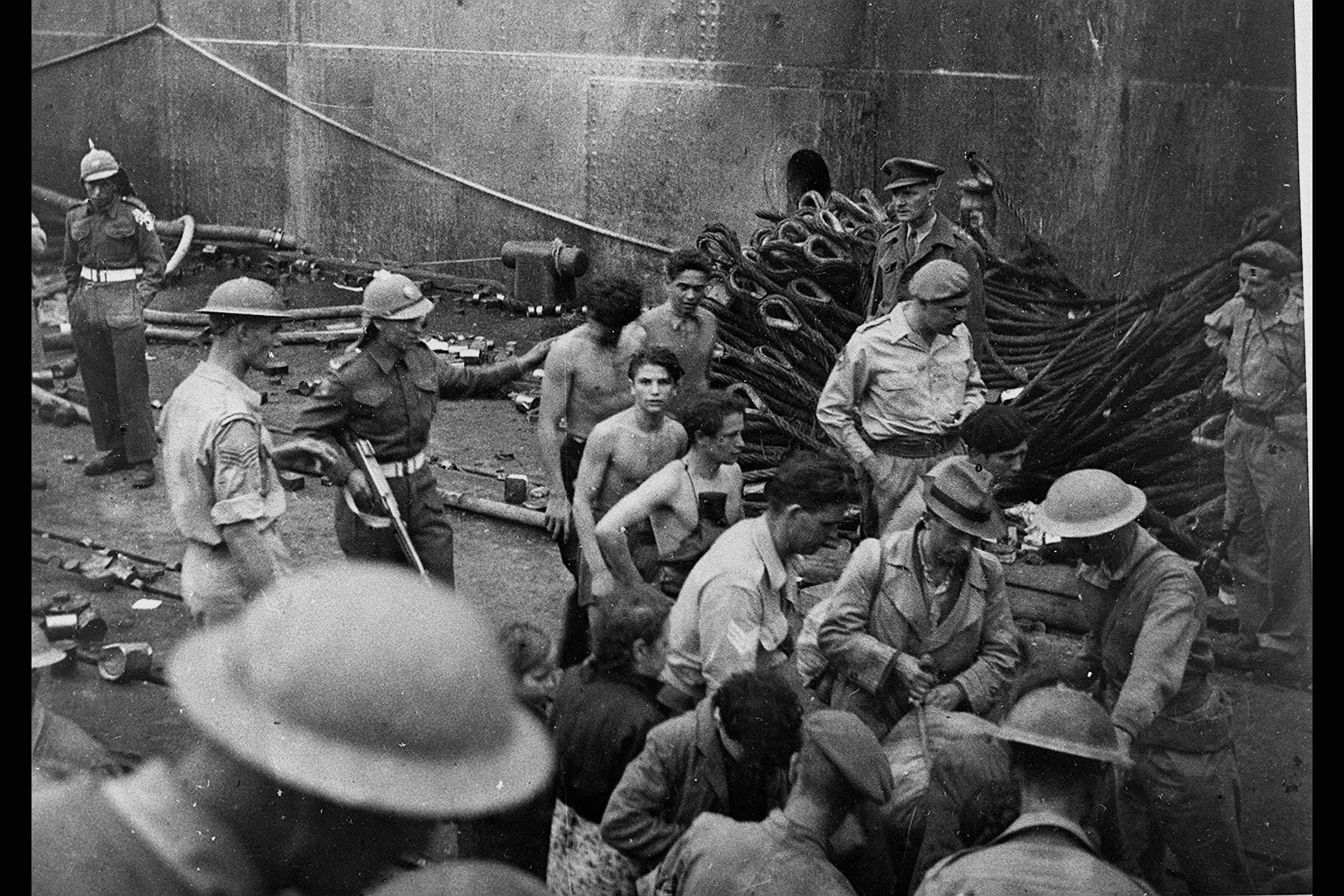
Réfugiés juifs de la Shoah, déportés vers les camps à Chypre dès leur arrivée, 1946
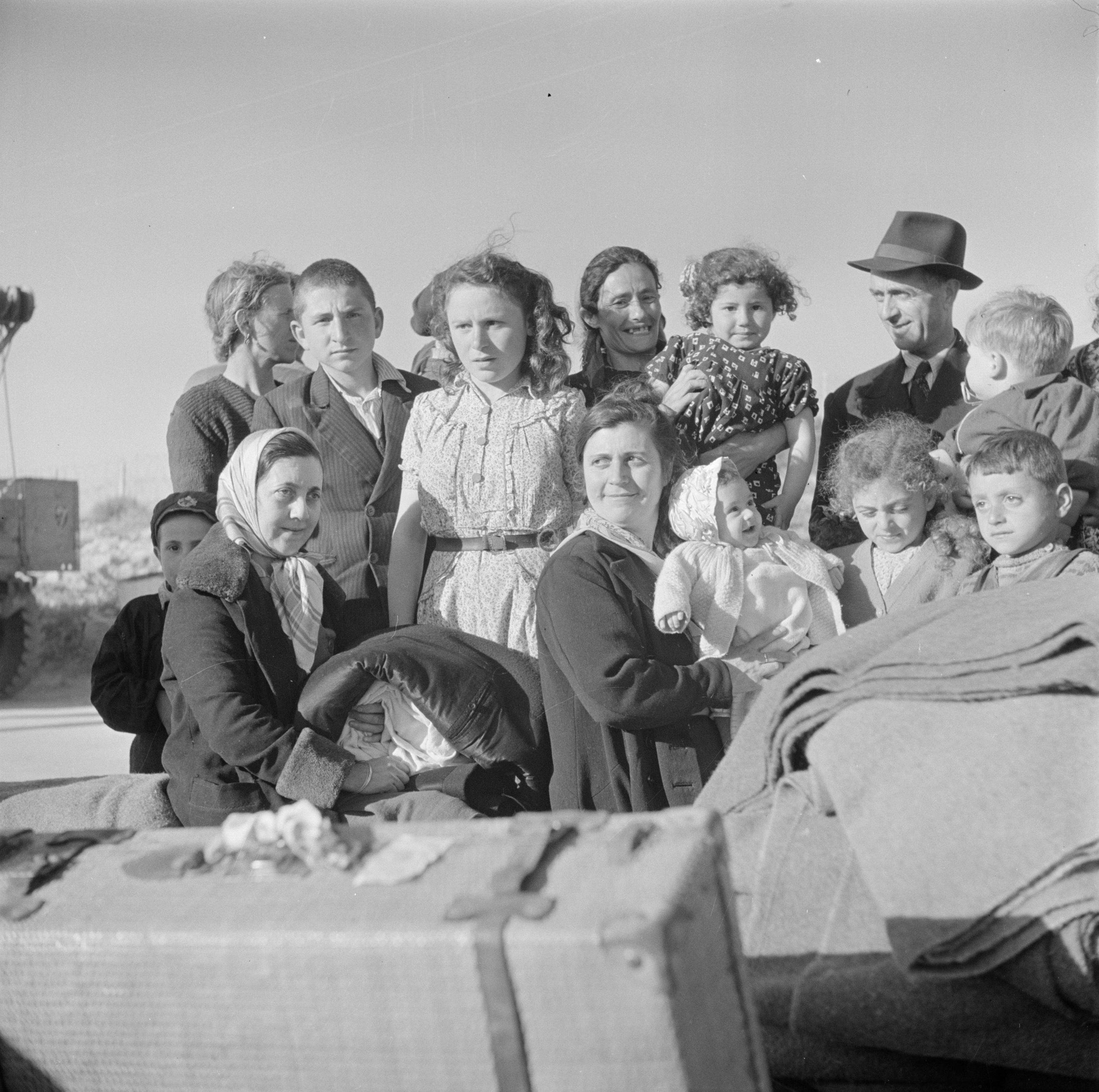
Nouveaux arrivés (olim) dans le camp de transit St-Lucas près de Haïfa, 1948

### Après la création d'Israël

Immigration juive en Israël de 1948 à 2007.

#### 1948 à 1952

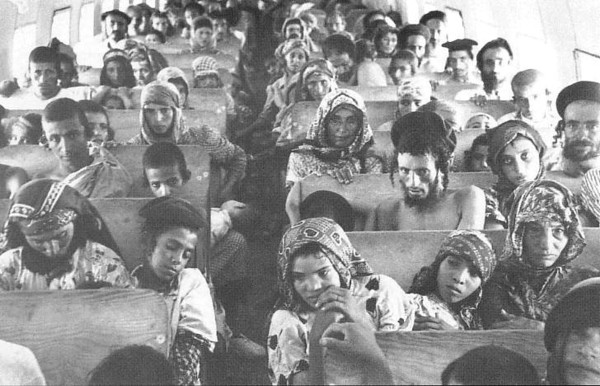
Environ 49 000 juifs yéménites font leur Alyah en Israël lors de l'opération Tapis volant en 1949 et 1950.

Près de 700 000 Juifs débarquent. C'est le plan Un million de Ben Gourion, préparé depuis 1942. La population de l'État d'Israël double, avec plus d'un million trois cents mille habitants en 1953.
Il y a deux origines à cette immigration : environ la moitié est composée de survivants du génocide juif en Europe, qui sont presque tous ashkénazes (il existe des séfarades dans les Balkans et en Europe occidentale, cependant). Une autre moitié vient des pays arabes, parfois dans le cadre de transferts massifs, comme lors de l'opération Tapis volant au Yémen ou de l'opération Ezra et Néhémie en Irak.

#### 1956 à 1966
Une seconde vague de 500 000 personnes arrive. Elle est constituée d'une minorité de Juifs quittant l'Europe de l'Est communiste et d'une majorité de Juifs orientaux. Ceux-ci fuient une nouvelle vague antijuive liée à la guerre israélo-arabe de 1956. 250 000 Juifs nord-africains (environ la moitié des Juifs de cette région) arrivent aussi , après l'indépendance de la Tunisie, du Maroc et de l'Algérie. Les Juifs les plus francisés (généralement les plus éduqués) sont venus en France et représentent environ 90 % de la population juive d'Algérie. Les Juifs les moins francisés (généralement plus pauvres et moins éduqués) ont fait le choix d'Israël. Parmi eux, les Marocains sont particulièrement nombreux.

#### 1967-1969
Une petite vague d'immigration de 50 000 personnes, conséquence de la guerre des Six Jours de 1967, arrive alors en Israël. Il s'agit des derniers « Juifs arabes » ainsi que des Juifs occidentaux galvanisés par la victoire israélienne et des Juifs d'Europe orientale (surtout polonais) rebutés par la campagne « antisioniste » qui suit la défaite des armées arabes alliées de l'Union soviétique.

#### 1970-1979
Un peu moins de 400 000 personnes émigrent : il s'agit surtout des Juifs soviétiques (alors que des manifestations ont notamment lieu en 1973 contre les autorités soviétiques pour le droit d'émigrer en Israël), mais aussi des Occidentaux. Parmi ces derniers, on trouve des ultra-orthodoxes (haredim) et des sionistes religieux.

#### 1982-1985
La première vague de l'immigration des Juifs d'Éthiopie - Beta Israël- s'effectue.  Une immigration limitée de Juifs occidentaux (américains surtout, mais aussi français), dont beaucoup de religieux, se poursuit.

#### 1990-2005
Environ 1 000 000 de personnes s'établissent en Israël : il s'agit surtout des Juifs ex-soviétiques (et leurs familles pas toujours juives), mais aussi du  reste des Beta Israël. De plus, une petite immigration occidentale, maintenant bien installée et numériquement significative (souvent plus de 10 000 immigrants par an), plutôt religieuse, s'installe au sein de l'État juif.

#### 2006-2013

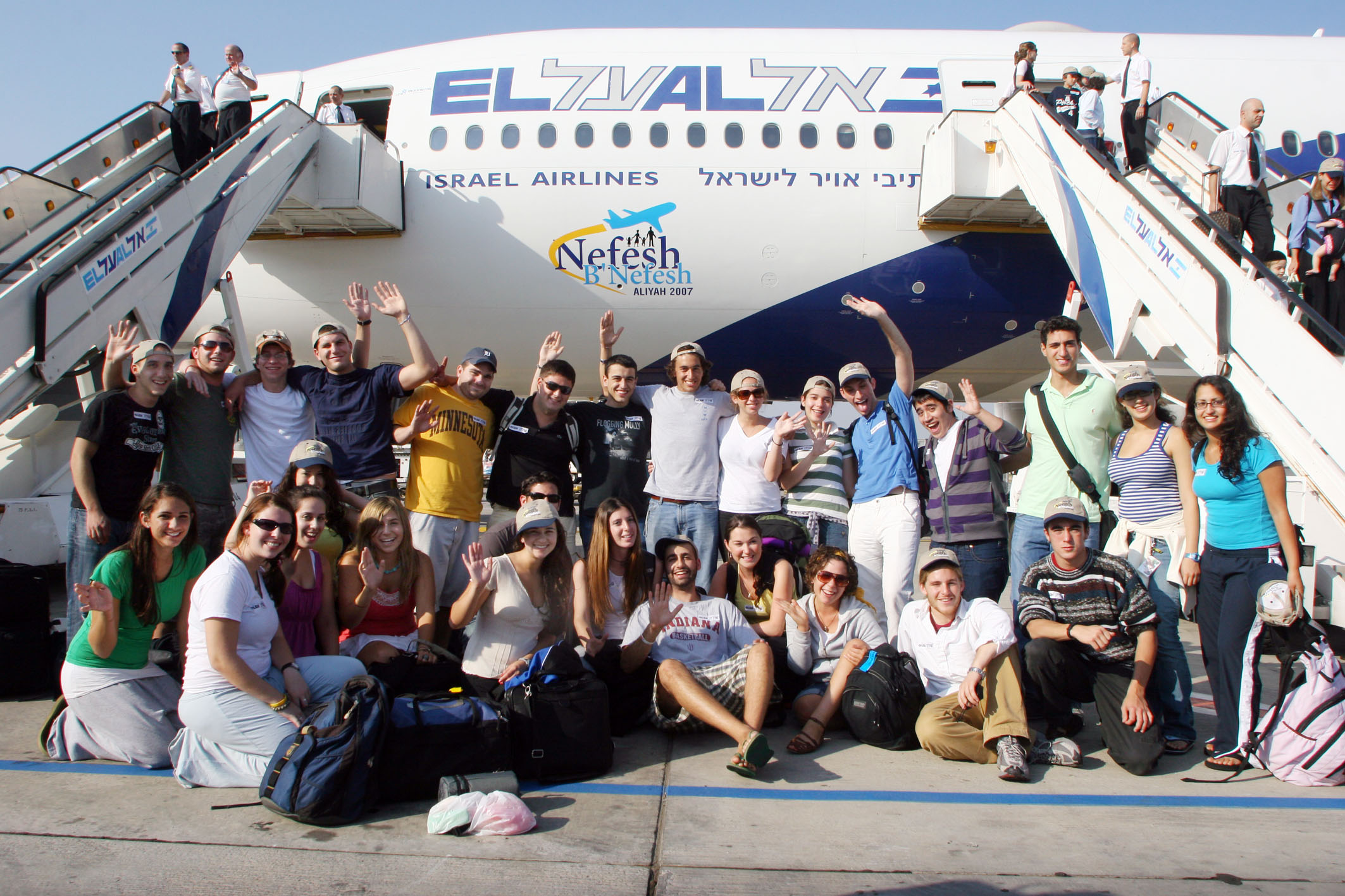
Charter de Nefesh B'Nefesh, organisation à but non lucratif, active aux États-Unis, au Canada et au Royaume-Uni, pour promouvoir l'Alya (aéroport de Lod, en décembre 2007)

Le nombre de nouveaux entrants en Israël est en constante diminution. En 2007, pour la première fois depuis vingt ans, il est passé sous la barre de 20 000 arrivées pour l'année et le nombre d'émigrés juifs est devenu supérieur au nombre de juifs immigrants. Cette baisse s'explique par la fin de l'émigration des diasporas des pays de l'ex-Union soviétique, alors que les diasporas juives les plus importantes (États-Unis, France) ne migrent que peu vers Israël. En 2007, seuls 2 659 Français ont ainsi décidé de s'installer en Israël.

#### 2013-2015 augmentation forte de l'émigration
L'émigration française passe de 1 907 en 2012 à 3 295 en 2013, et 7 231 en 2014. Ils seraient 25 000 à être intéressés par l’alya. L’immigration des juifs de France dépasse désormais l’immigration venant de Russie ou des États-Unis où la communauté juive est pourtant 10 fois plus importante qu’en France. Ces départs pour Israël, qui avaient crû de 60 % en 2013, ont plus que doublé en 2014. Les causes sont multiples, hormis la motivation sioniste ; s'ajoutent les conséquences de la crise économique et la montée de l'antisémitisme à la suite des incidents antisémites qui ont émaillé des manifestations pro-palestiniennes durant la guerre de Gaza. « Au lendemain des attentats de janvier 2015, le premier ministre israélien Benyamin Nétanyahou avait lancé un appel à « l'émigration massive » des juifs d'Europe en Israël. Un plan de 180 millions de shekels (40 millions d'euros) avait été lancé pour favoriser ces départs. Il s'agissait de favoriser en particulier les juifs de Belgique, de France et d'Ukraine. Les candidats au départ reçoivent désormais en plus de leur billet d'avion une allocation de 3000 euros à leur arrivée, ainsi que des cours d'hébreu pendant cinq mois et une préparation longue dans le pays de départ. Selon un sondage IFOP datant de janvier 2016, 40 % des 500.000 juifs français envisageaient l'idée d'émigrer en Israël, soit un potentiel de 200.000 immigrants. »

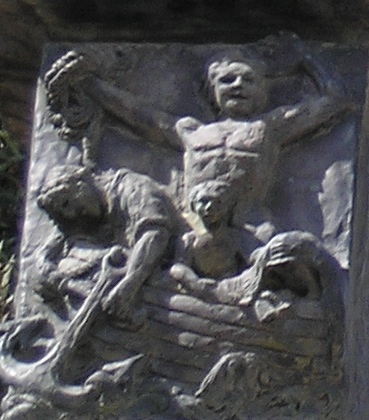
Détail du bas-relief de la menorah de la Knesset, figurant l'aliya, par Benno Elkan, 1956

D'autres pays en proie à des crises économiques ou des guerres voient une forte part de leur population juive émigrer vers Israël. Cela se produit :
- en Syrie, à la suite de la guerre civile syrienne, à partir de 2011[7],[8]
- en Grèce, à cause de la crise de la dette publique grecque, à partir de 2008[9]
- en Ukraine, avec la guerre du Donbass, à partir de 2014[10],[11],[12]
- au Yémen, en pleine guerre civile, à partir de 2014[13],[14]
- au Venezuela, dont l'économie s'effondre à la suite du blocus américain, à partir de 2017[15]

#### 2016: Le ralentissement de l'alya des Juifs de France
En 2016, on assiste à un « ralentissement spectaculaire de l'alya des juifs de France ». Les raisons sont :
- françaises :
  - le discours considéré comme rassurant du premier ministre Manuel Valls[16],
  - la fin du paradis fiscal en effet « Les années 2014 et 2015 ont vu l’application de la loi sur les comptes bancaires imposée par l’OCDE. Les banques israéliennes étaient tenues d’informer le fisc français sur les comptes détenus par les nationaux français. (…) Entre 2014 et 2015, de nombreux Français ont ainsi obtenu la nationalité israélienne sans obligation de résidence, ce qui a faussé artificiellement les statistiques d’immigration en Israël. »[17] ;
- israéliennes :
  - peur du terrorisme,
  - difficulté à apprendre l'hébreu ou à trouver du travail,
  - difficultés pour les adolescents français à réussir dans le système scolaire israélien radicalement différent « Les cours de récréation sont aussi plus violentes […] les petits Français […] seraient bousculés et rackettés par les petits Israéliens […] ici on peut faire plus de bêtises qu’en France, on tutoie les profs et ils nous laissent tranquilles »[18];  difficultés économiques avec « - un coût de la vie qui a beaucoup augmenté en Israël, cadrant de plus en plus avec celui de l’Europe pour des salaires moitié moindres et des prestations sociales négligeables »[17] ; difficultés sociales aussi « - enfin l’intégration professionnelle est compromise puisque les diplômes des universités françaises, réputées pour la qualité de leur enseignement, ne sont pas reconnus sauf à repasser deux ou trois ans de stage pour les valider »[17].

### Alya russe et ukrainienne
Après l’annexion en 2014 de la Crimée par Moscou, entre 2015 et 2019, 40 000 Juifs de Russie ont fait leur alyah, soit autant en cinq ans que les 38 000 sur la décennie précédente.
Sur les sept premiers mois de 2022, notamment en raison de l'invasion de l'Ukraine le 24 février 2022 par la Russie, 13 000 juifs ukrainiens et 20 000 juifs russes font leur alyah.  
Au cours de 2022, 70 000 juifs ont fait leur alyah. Ces nouveaux arrivants sont originaires de 95 pays, avec toutefois plus de 50 % des nouveaux Israéliens venant de deux pays, la Russie et l'Ukraine.

## Conclusions démographiques

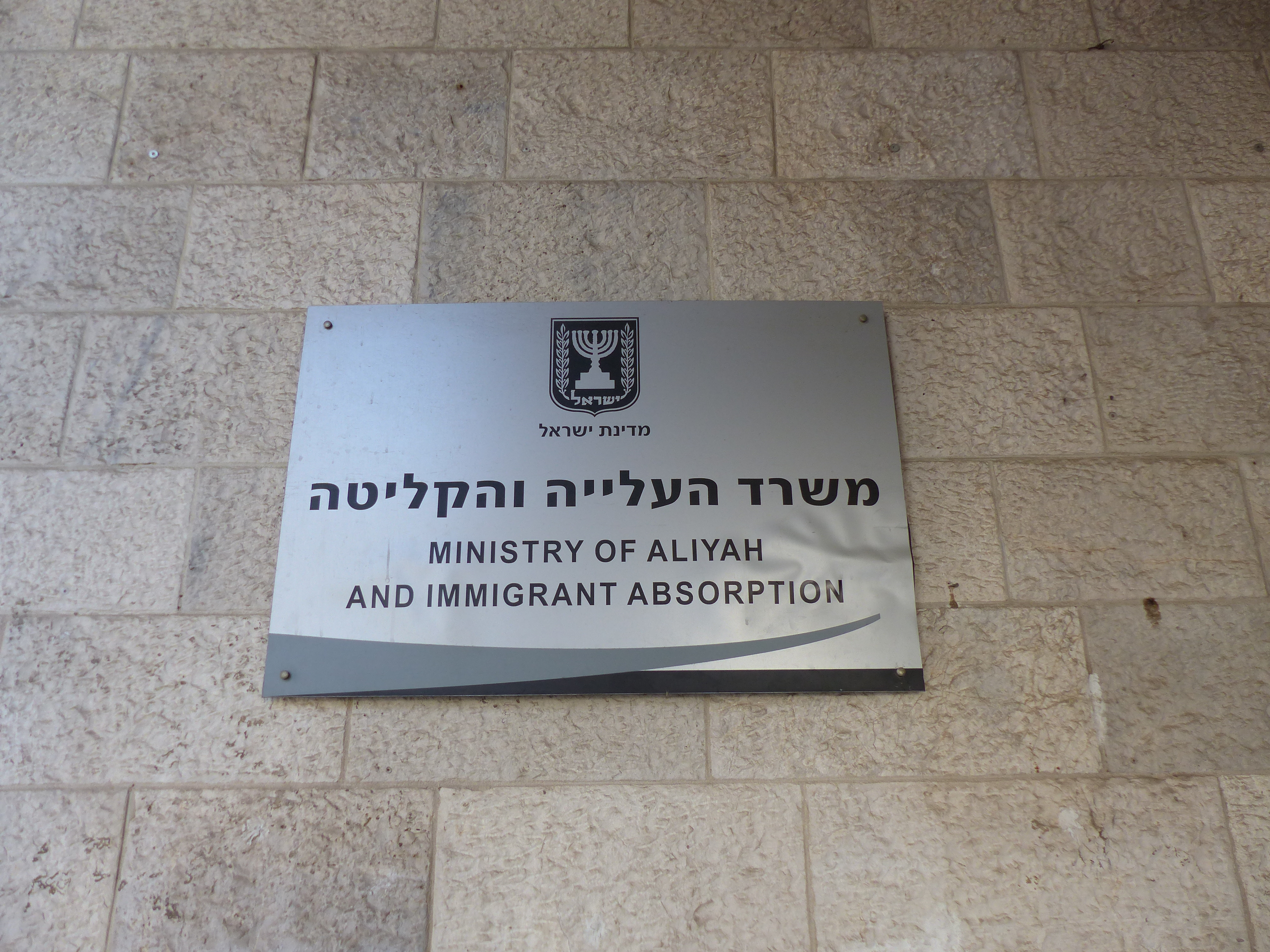
Plaque du Ministère de l'Aliya et de l'intégration des immigrants, 2017

Les alyas religieuses avaient créé une communauté juive en Palestine forte mais limitée : environ 25 000 personnes en 1881. Les alyas politiques ont fortement développé la population : il y a en 2016 presque 6 500 000 Juifs en Israël. En mai 2023, la population d'Israël est d'environ 9,5 millions d'habitants dont 73, 5 % sont juifs, au vu des dernières données du bureau israélien des statistiques.  
Les statistiques nationales israéliennes recensent les Israéliens qui quittent le pays pour plus d'un an. Bien que les Olim (ceux qui montent en Israël) soient restés largement plus nombreux que les Yordim (ceux qui partent) depuis la création d'Israël, la société israélienne a tendance à s'inquiéter des raisons qui amènent des Juifs à quitter le pays : l'espoir de meilleures conditions économiques, la nostalgie des pays des ancêtres, les problèmes politiques israéliens.

## Au cinéma
- Alyah d'Élie Wajeman (2012) avec Pio Marmaï et Cédric Kahn
- Une bouteille à la mer de Thierry Binisti (2012) avec Agathe Bonitzer et Mahmoud Shalaby
- Va, vis et deviens Radu Mihaileanu (2005), avec Roschdy Zem et Yael Abecassis.